# Спленектомія
Спленектомія (дав.-гр. σπλήν(селезінка) + дав.-гр. ἐκτομή(вирізання), англ. splenectomy або англ. lienectomy) — операція з видалення селезінки.
Операція є радикальною, на відміну від часткової резекції селезінки та спленорафії (прошивання чи зшивання селезінки).
Спленектомію здійснюють лише під наркозом.

## Види
За часом виконання з моменту поступання пацієнта в стаціонар (хірургічний):
- екстрена
- планова

За сумарною довжиною розрізів при хірургічному доступі до селезінки:
- відкрита
- лапароскопічна (малоінвазивна)

## Показання
Екстрені:
- тяжкі травми селезінки (у тому числі ятрогенні); кровотеча з травмованої селезінки, яку не вдається зупинити іншими методами;
- пухлина селезінки, яка загрожує розривом кровоносних судин;
- наявність тромбозу вен селезінки.

Планові:
- Захворювання селезінки:
  - кіста
  - абсцес ( у тому числі  кандидозний абсцес селезінки)
  - інфаркт
  - туберкульоз
  - пухлини селезінки та її судин
  - аневризма судин (потоншення)
  - анатомічний гіперспленізм-спленомегалія: злоякісні неходжкінські лімфоми, хронічні лімфо- та мієлолейкози, мієлофіброз (при ураженні тканини органа)
- Захворювання кровоносної системи:
  - ідіопатична тромбоцитопенічна пурпура (хвороба Верльгофа) зі спадковою гемолітичною, автоімунною гемолітичною, з гіпо- та апластичною анеміями,
  - хронічні лімфо- та мієлопроліферативні хвороби
  - лімфогранульоматоз
  - гемолітичні анемії
  - лейкоцитоз з паннейтрофілією
- Захворювання сусідніх органів:
  - Дистальна геміпанкреатектомія з спленектомією (як один з етапів операції)
  - Спленектомія при гастректомії (при раку шлунка, як один з етапів операції)
- Інші захворювання та синдроми:
  - міастенія
  - Синдромі Фелті
  - хвороба Гоше
  - синдром Івенса-Фішера
  - Захворювання, пов'язані з імунними порушеннями (ВІЛ-інфекція)

## Протипоказання

### Протипоказання до лапароскопічної спленектомії
Основні протипоказання до лапароскопічної спленектомії відповідають загальним протипоказанням до лапароскопічної хірургії:
- неможливість загальної анестезії (при важкій серцево-легеневої патології: наприклад, дихальна недостатність ІІ-ІІІ ступенів)
- неконтрольована коагулопатія; порушення зсідання крові
- виражений злуковий процес або здуття кишечника (що перешкоджають доступу в черевну порожнину, наприклад, багаторазові оперативні втручання в анамнезі на органах черевної порожнини)
- необхідність в лапаротомії (за показами, включаючи більшість травм селезінки)
- портальна гіпертензія (таким пацієнтам краще провести портальну декомпресію)
- розмір селезінки — більше 20-25 см традиційно вважався відносним протипоказанням, однак гранична спленомегалія є абсолютним протипоказом
- високий ступінь ожиріння
- тяжкі інфекційні захворювання
- термінальні та коматозні стани
- пізні терміни вагітності

## Загальні етапи операції

### Лапароскопічна спленектомія
- Загальне знеболювання
- Хірургічний доступ — здійснюють пункцію в ділянці пупка або надріз у лівій частині живота, в отвір вводиться лапароскоп. Для проведення операції необхідно зробити ще кілька надрізів, через які будуть вводитися лапароскопічні хірургічні інструменти та пристосування (камера, інсуфлятор і т. д.).
- Ревізія
- Іммобілізація ніжки селезінки. Поступове кліпування її судин та їх пересікання
- Видалення органу (бувають ситуації, коли виникає необхідність перейти від лапароскопічного до відкритого методу. Така міра може бути зроблена, виходячи з індивідуальних особливостей будови внутрішніх органів людини, лапароскопічно неможливо відсікти селезінку, вкрай рідко вона може не візуалізуватися)
- Ревізія
- Дренування ложа
- Зашивання післяопераційних ран

### Відкрита спленектомія
- Загальне знеболювання
- Хірургічний доступ (один із перелічених):
  - серединна лапаротомія — виконують при травмі селезінки,
  - з лівого підребер'я — при одночасній резекції підшлункової залози
  - медіальний — дозволяє виділити селезінкові артерію і вени, що рекомендовано при спленомегалії
  - латеральний — включає виділення селезінкової-ниркової зв'язки і мобілізацію селезінки в рану до виділення судин, що зазвичай виконують при травмах, коли селезінка не збільшена
- Декомпресія шлунку (при плановій операції та відсутності ускладнень декомпресія з використанням назогастрального зонду не обґрунтована, хоч вона може полегшити проведення втручання. При ускладненнях, наприклад при травмі дна шлунка (гематома або розрив серозної оболонки), назогастральний зонд необхідно встановити під час операції для попередження післяопераційного парезу шлунка і залишити до моменту відновлення його діяльності)
- Ревізія та ретельний гемостаз судинного ложа селезінки
- Дренування черевної порожнини (в неускладнених випадках може не виконуватись)
- Зашивання післяопераційних ран.[1]

## Ускладнення
Ускладнення, що можуть виникати після такої операції, є різноманітними, і залежать від багатьох факторів.
До найбільш частих належать:
- кровотеча з артерії; з ложа;[1]
- постспленектомічна інфекція ( у тому числі  сепсис, підіафрагмальний абсцес і т.п.)[1]
- гіпертермічний синдром[1]
- рецидивні, переважно бронхопульмональні інфекції[1]
- постспленектомічний синдром
- тромбози[1]
- ушкодження підшлункової залози (панкреатит, нориця підшлункової з-зи)[1]
- ушкодження шлунка (некроз стінки, кровотеча з коротких судин кривини[1])
- артеріовенозна нориця в ділянці перев'язки(чи кліпування) селезінкової ніжки
- наявність не видалених додаткових селезінок (в воротах), які спричиняють персистуючі рецидиви захворювання